# San Esteban de Valdueza
San Esteban de Valdueza es una localidad española del municipio de Ponferrada, en la provincia de León, comunidad autónoma de Castilla y León.

## Situación
Se asienta en un valle profundo y estrecho, a los pies del pico Pandilla, entre el cerro Enciendo y el de Los Picos; en las últimas y más bajas estribaciones de los montes Aquilianos. Es uno de los pueblos del valle del Oza, que se encuentra en el majestuoso enclave conocido como La Tebaida Berciana.
El pueblo se haya a la orilla derecha del río Oza, cerca de su confluencia con el arroyo de Villanueva, en una pequeña y plana depresión entre laderas, en las que valle y pueblo quedan anidados. 
El acceso se realiza desde la carretera que lleva de San Lorenzo a Villanueva, justo antes del
desvío entre éste y Peñalba de Santiago. Cuenta con caminos antiguos que conectan con todos los
pueblos circundantes. 

## Historia
Hasta el año 1974 fue cabecera del ayuntamiento del mismo nombre que desapareció tras su anexión a Ponferrada.

## Demografía
| Gráfica de evolución demográfica de San Esteban de Valdueza entre 1842 y 1970 |
| |
| Población de derecho según los censos de población del INE Población de hecho según los censos de población del INE Entre el censo de 1877 y el anterior crece el término del municipio porque incorpora a San Clemente de Valdueza Entre el censo de 1857 y el anterior disminuye el término del municipio porque independiza a San Clemente de Valdueza Entre el censo de 1981 y el anterior este municipio desaparece porque se integra en Ponferrada |

Según el INE, en 2023 San Esteban de Valdueza tenía 66 habitantes, de los cuales 31 eran hombres y 35 mujeres.

## Patrimonio

### Puente de San Lázaro

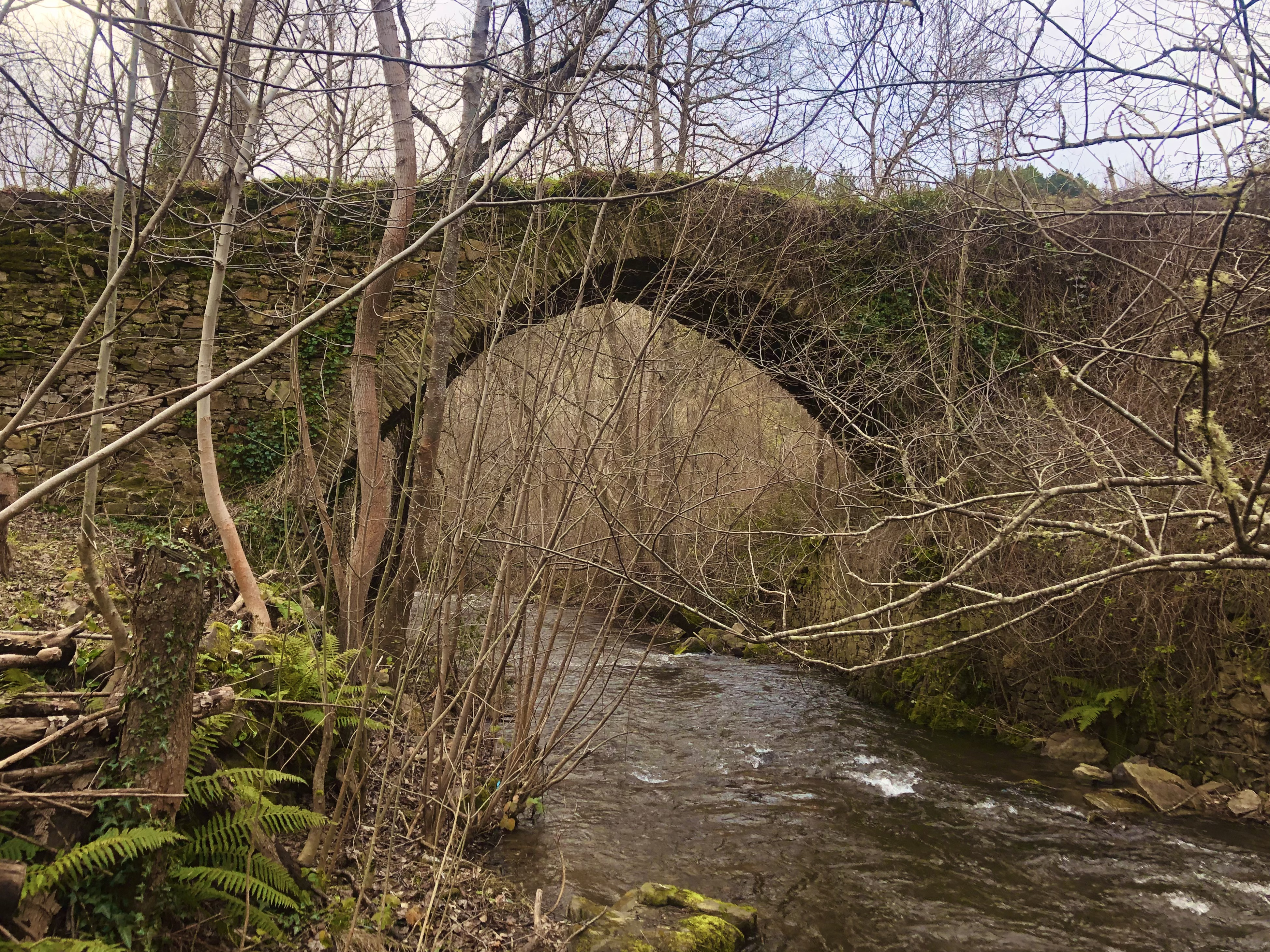
Puente de San Lázaro

Se sitúa en la vega del río Oza y servía para cruzar el cauce y comunicar las localidades de Villanueva y San Esteban. Dotado de un solo vano arco de medio punto y realizado en mampostería de esquisto. Se trata de una construcción de época Altoimperial/Tardorromana.

### Iglesia parroquial
Se trata de templo de una sola nave con torre rectangular a los pies y cuerpo de mayor altura en la cabecera, con muros de mampostería y contrafuertes laterales emergentes. Retablo mayor de columnas salomónicas con vides. Cuenta con una imagen de San Esteban, el patrono, con dalmática de diácono y piedras (murió apedreado); esta imagen es demasiado pequeña para la hornacina, que podría ser del siglo XVI. También se encuentra la imagen de la Virgen de Folibar, venida de su ermita en el altozano a la salida del pueblo. Conserva aire románico con resonancias bizantinas, pero su expresión es de principios del gótico. Es de destacar el retablo de San Juan Bautista, cuya alargada imagen recuerda el gesto del “Expolio” del Greco. Pertenece a la parroquia un artístico cáliz del siglo XVI de estilo purista, con peana lobulada decorada con subientes renacientes, astil hexagonal con columnas; la copa es de época posterior.

### Ermita de Nuestra Señora de Folibar

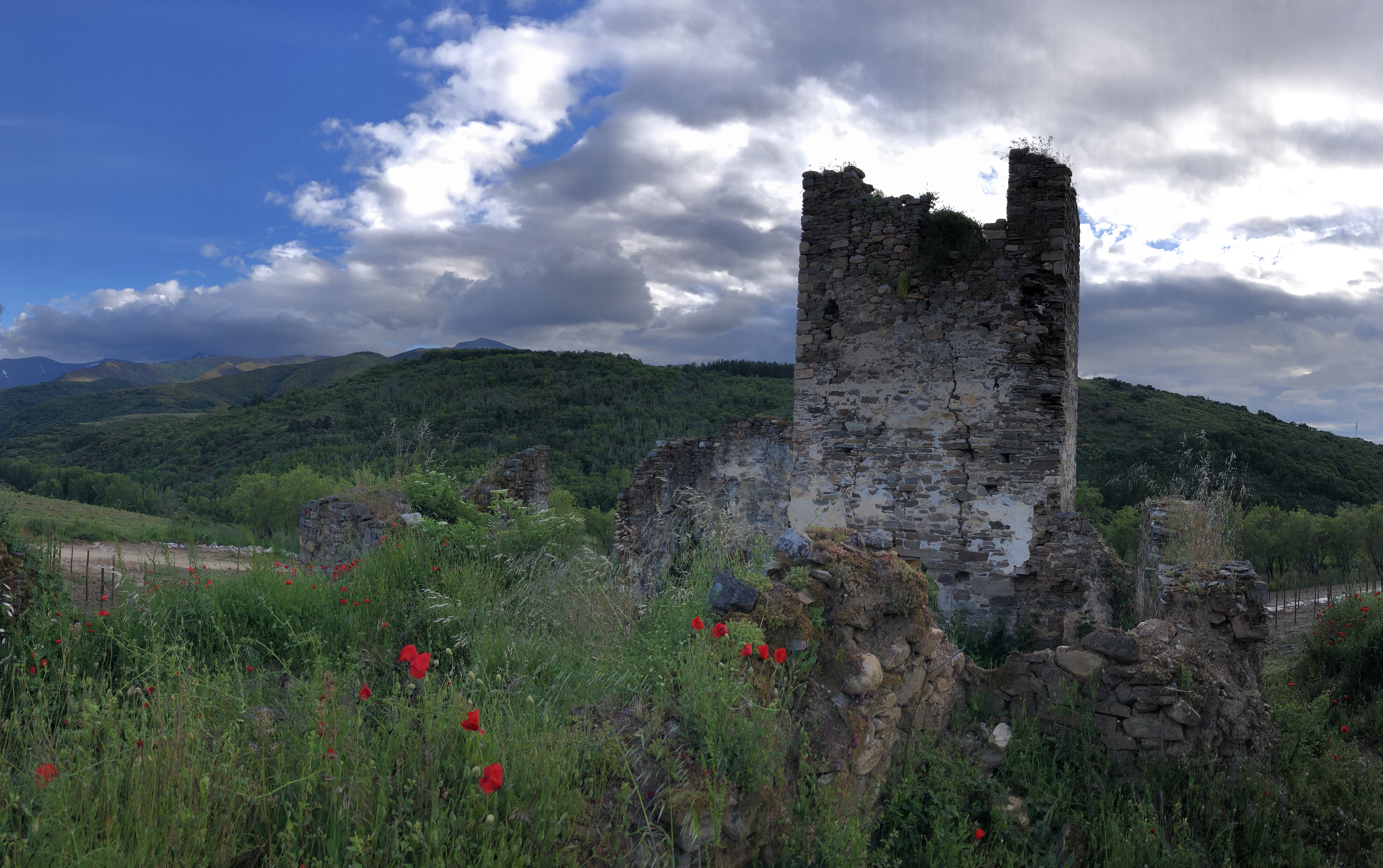
Restos de la ermita de Nuestra Señora de Folibar

Las ruinas de la ermita Folibar se localizan a media ladera del cerro de los Picos, situado en la margen izquierda del arroyo de Valdesopozo o Castañales.
En un altozano alejado de la localidad de San Esteban, quedan hoy solo los retazos de su caja de muros y buena parte de su esbelta torre de tres cuerpos, el inferior con portada de acceso, el intermedio macizo y el superior con vanos para campanas. Hasta el siglo XVIII tuvo consideración de iglesia parroquial según consta en la documentación. Su imagen titular se conserva en una hornacina lateral del retablo mayor de la iglesia de San Esteban de Valdueza.

### Granja de Santullano o Granja de los Monjes
La Granja Cenobial de Santullano es un edificio con origen entre los siglos XI y XII, y con datos claros en el Tumbo de San Pedro en el siglo XIII. Tenía la labor de monasterio satélite del cercano monasterio Benedictino de San Pedro de Montes cumpliendo con las funciones productivas. Tras la desamortización del edificio en 1835 se procede a la subasta pública del edificio, pasando por varios propietarios hasta la actualidad.

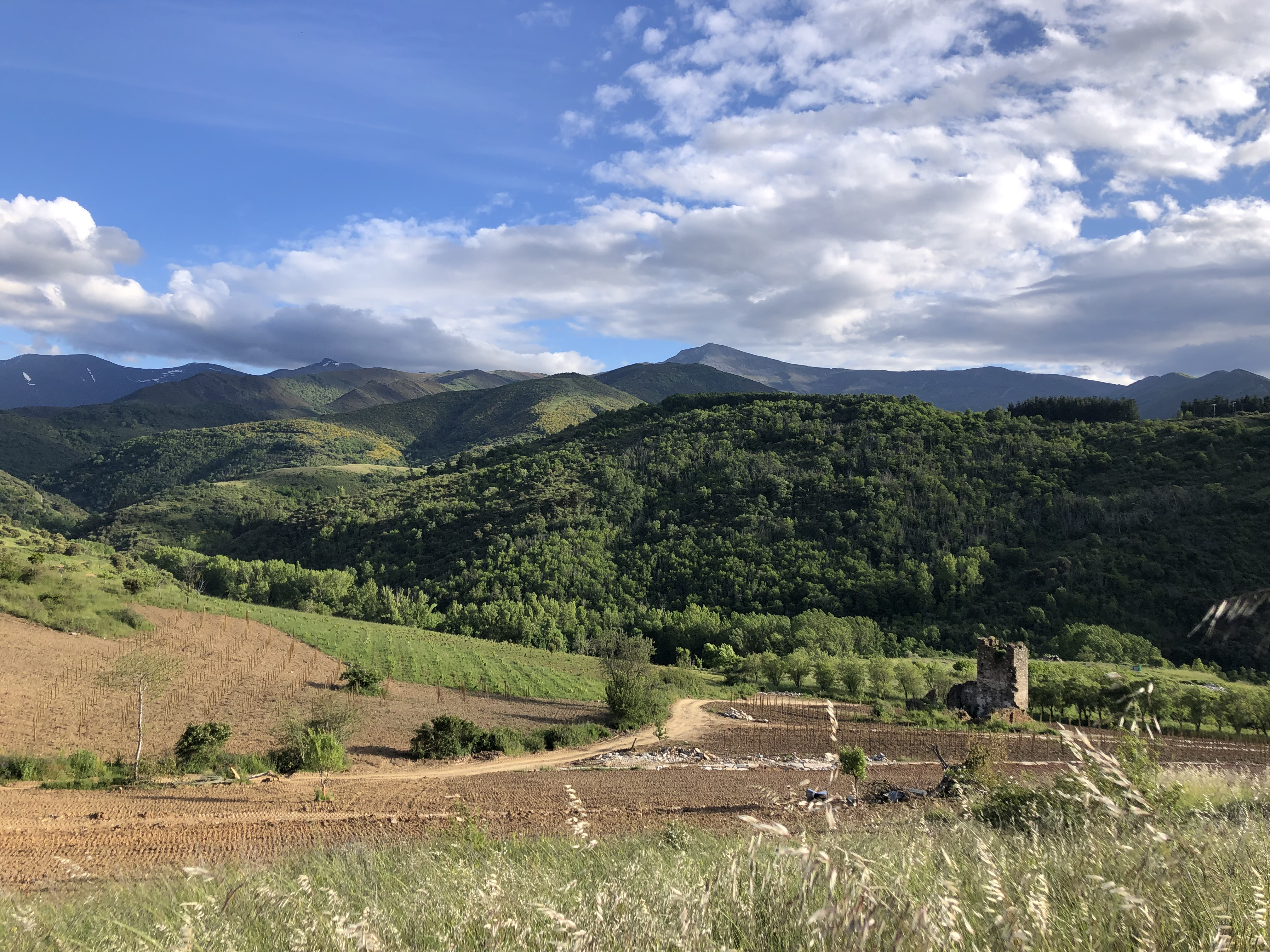
Ermita de Nuestra Señora de Folibar

## Fiestas
Entre el 23 y 25 de junio se celebra San Juan.
El último lunes de agosto se celebra la festividad de Las Ánimas, una celebración doméstica con una misa matinal y una procesión por las calles del pueblo. Por la tarde se reúnen los vecinos y visitantes en una comida popular en la que se degusta un guiso de jabalí con patatas y chorizo.